# مفتاح نهاية

مفتاح End من بين مفاتيح أخرى

مفتاح النهاية (بالإنجليزية: End key)‏ هو مفتاح شائع في لوحات مفاتيح سطح المكتب والكمبيوتر المحمول . المفتاح له تأثير معاكس لمفتاح البداية. في بعض لوحات المفاتيح صغيرة المساحة التي لا تتضمن المفتاح، بإمكان الوصول إلى وظيفة المفتاح نفسها عبر مفتاح وظيفي+مفاتيح أسهم.

## اليونيكود
رمز مفتاح النهاية القياسي هو ⇲ كما هو مذكور في ISO / IEC 9995-7.